# Теламон
Теламон в древногръцката митология е син на Еак, царя на Егина и Ендеида и брат на Пелей. Аполодор пише, че според Ферекид Теламон бил приятел, а не брат на Пелей и бил син на Актей и Главка, дъщерята на Кихрей. Теламон придружава Язон и неговите аргонавти в търсенето на Златното руно. Взема участие в лова на Калидонския глиган, както и в Троянската война, където се бие на страната на гърците заедно със своя син Аякс Теламонид.
След като убили своя полубрат, Фок, подучени от майка си, Теламон и Пелей напуснали Егина. Теламон бил приютен от царя на Саламин Кихрей. Той се оженил за Перибоя, която му родила Аякс. По-късно Кихрей дал на Теламон своето царство.
Теламон присъства и в две версии на мит, свързан с Херкулес и Троя, която била управлявана от цар Лаомедонт или Трой в алтернативната версия.
Преди Троянската война, Посейдон изпратил морско чудовище да нападне Троя.
При версията с цар Трой, Херкулес (заедно с Телемон и Ойклей) се съгласили да убият чудовището, ако Трой им даде конете, получени от Зевс като компенсация за отвличането на Ганимед, сина на Трой. Трой се съгласил. Херкулес се справил със задачата и Теламон се оженил за Хезиона, дъщерята на Трой и родила Тевкър.
Във версията за цар Лаомедонт Лаомедонт възнамерявал да жертва дъщеря си Хезиона за Посейдон, надявайки се го усмири. Херкулес я спасил в последната минута и убил както чудовището, така и Лаомедонт. От синовете на Лаомедонт се спасили Ганимед, който бил взет от Зевс на Олимп, както и Приам, който спасил живота си като дал на Херкулес златния воал, които направила Хезиона. Теламон взел Хезиона като военен трофей и се оженил за нея. Тя му родила Тевкър.